# Altana
Altana AG (denominación oficial: ALTANA) es una empresa química alemana, con sede en Wesel, que surgió de la estructuración en 1977 de divisiones empresariales del grupo Varta. El primer Presidente de la Junta Directiva fue Herbert Quandt.
El Grupo se divide en las áreas de BYK (aditivos de pintura e instrumentos), Eckart (pigmentos de efecto metálico y tintas metálicas), Elantas (materiales aislantes para la industria eléctrica) y Actega (pinturas y pastas de sellado para la industria del embalaje).
El Grupo posee 52 plantas de producción y más de 60 laboratorios de investigación y servicio en todo el mundo. En el 2016, la empresa, con más de 6,428 empleados, alcanzó una facturación de 2.307 millones de euros.

## Historia
Entre 1977 y agosto de 2010, la empresa cotizaba en la Bolsa de Fráncfort. Entre el 2002 y el 2007, ALTANA también fue autorizada para actuar en la Bolsa de Nueva York.
El 19 de diciembre de 2006, la mayoría de los accionistas acordaron vender la División Farmacéutica de la empresa danesa Nycomed. Nycomed es ahora propiedad de un consorcio de inversores, liderado por Nordic Capital y Credit Suisse. Con la venta de la división farmacéutica con sede en Constanza, ALTANA renunció a un pilar importante de la empresa. 9 000 de, aproximadamente, 13 500 empleados del Grupo trabajaban en la división farmacéutica de ALTANA, que producía en torno a dos tercios de la facturación total. De hecho, el volumen de ventas contabilizado en el 2006 se redujo en un 60 %, pero en el 2007 volvió a incrementarse en más del seis por ciento.
La patente del Pantoprazol, la principal fuente de facturación de la antigua división farmacéutica, expiró en el 2009/2010. Mientras que la Junta Directiva de ALTANA decidió deshacerse del negocio farmacéutico, hubo dudas en la aprobación de nuevos productos, aumentaron los costes de investigación y desarrollo y las exigencias de las agencias reguladoras de los Estados Unidos y Europa continuaban siendo elevadas. Los defensores de los accionistas afirmaban que la Junta Directiva había realizado muy pocas inversiones en los últimos años en la división farmacéutica y que por lo tanto no había permitido el desarrollo oportuno de productos sucesores para poder absorber las pérdidas, aún con ingresos previsibles, causadas por la expiración de la patente de Pantoprazol al final de la década.
El precio de venta de la división farmacética fue de 4,6 mil millones de euros. Estas ganancias fueron totalmente distribuidas entre los titulares de las participaciones, que recibieron un dividendo especial de 33 euros por acción. Fue muy criticado que el principal accionista fuera el que más se beneficiara de la venta de la división farmacéutica.
Hasta el 1 de enero de 2007, el Grupo se dividió en la división farmacéutica Altana Pharma AG, anteriormente Byk Gulden Lomberg Chemische Fabrik, con sede en Constanza, y la división química especial Altana Chemie AG, con sede en Wesel. Desde la venta de la división farmacéutica a la sociedad danesa Nycomed, Altana opera exclusivamente en la química especial. Con motivo de esta nueva agrupación, se cambió el logotipo de la empresa, que fue transmitido a todas las filiales.
El 6 de noviembre de 2008, el principal accionista SKion, anunció una OPA de 13 euros por acción, de todas las participaciones restantes, con la que se recuperó la cotización. Según un portavoz de la compañía, se planeó sacar a la empresa de la negociación en bolsa. Para ello, el 9 de noviembre de 2009, SKion lazón al resto de accionistas una segunda OPA de 14 euros por acción.
El 30 de diciembre de 2008, la Bolsa alemana anunció que Altana se retiraba del MDAX con efectos del 6 de enero de 2009, ya que, debido al aumento de la participación de SKion, la participación de la inversión en cartera había caído por debajo del 10 por ciento. En junio de 2010, SKion tenía el 95,04 % de las acciones de Altana.
Las acciones cotizaron en Alemania, principalmente en las Bolsas de Fráncfort y Stuttgart, así como en el Xetra, internacionalmente, mientras que a nivel internacional, fue admitida en la Bolsa de Londres y en el Grupo NASD, la actual FINRA, en los Estados Unidos.
Después de la completa adquisición de Altana como parte de un squeeze-out de SKion, la cotización de las acciones se ajustó con efectos del 27 de agosto de 2010.

## Productos
El proveedor de productos químicos especiales ofrece diversas soluciones, con los correspondientes productos especiales para fabricantes de pinturas, procesadores de pinturas y plásticos, la industria de la impresión y los cosméticos, así como para la industria eléctrica. El programa de productos incluye aditivos, pinturas especiales y adhesivos, pigmentos de efecto, tintas para impresión metálicas, masas de sellado y de sellado de juntas, agentes de impregnación, así como instrumentos de pruebas y medición).